# Wildcamping

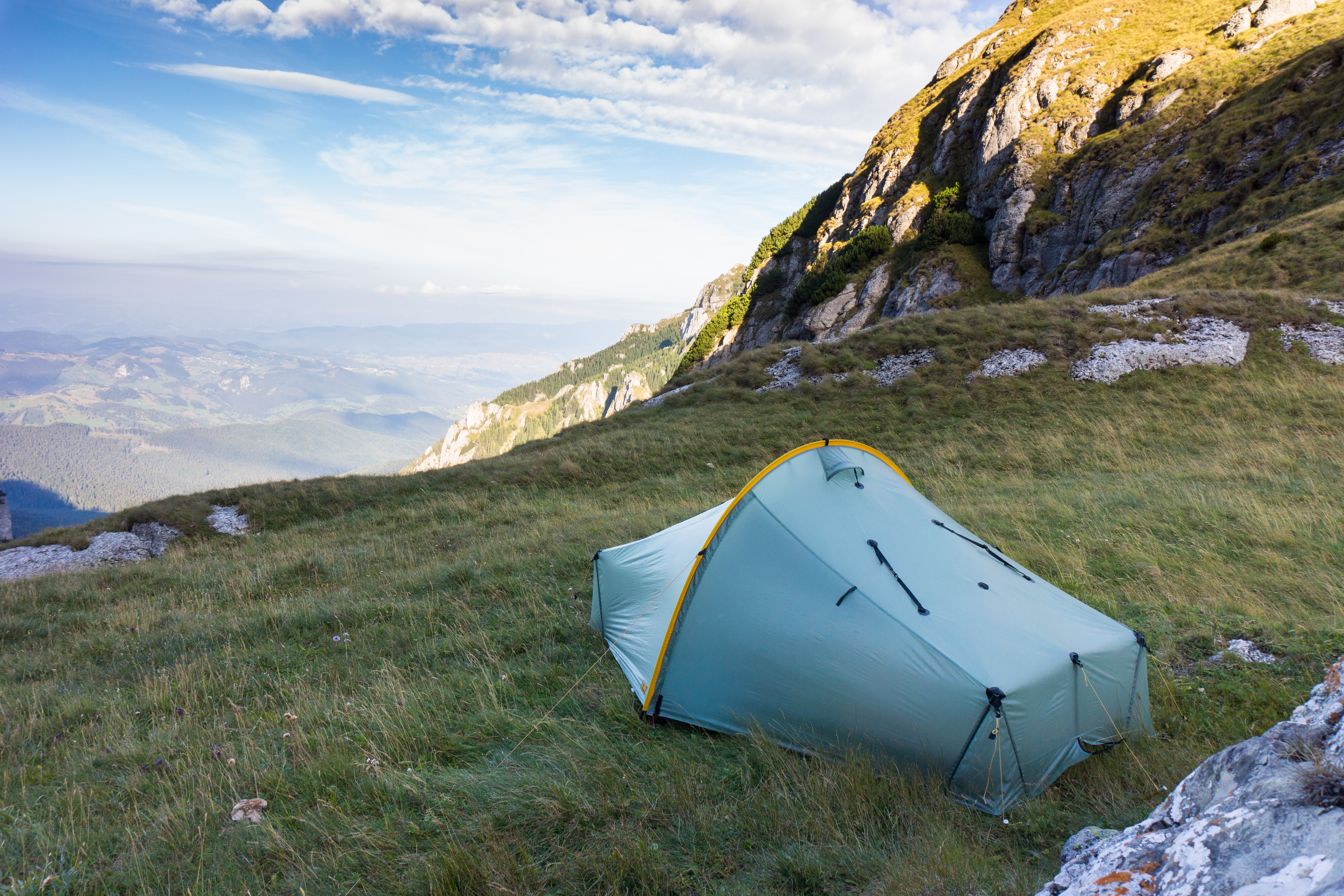
Wildcamping

Als Wildcamping (auch Wildes Campen) wird das Übernachten von Personen in mobilen Unterkünften wie Zelten, Wohnwagen oder Wohnmobilen abseits von ausgewiesenen Campinganlagen und Stellplätzen bezeichnet. Wird in Zelten übernachtet, spricht man häufig auch von wildem Zelten.

## Regeln in Europa
Die rechtliche Grundlage zum Thema Wildcamping ist in den Ländern der Europäischen Union unterschiedlich geregelt und kann auch innerhalb eines Landes, abhängig von der Region, unterschiedlich gehandhabt werden. Während in einigen Ländern explizite Gesetze bezüglich Wildcampings bestehen, wird es in den meisten Ländern durch eine Kombination unterschiedlicher Gesetze, wie zum Beispiel Hausfriedensbruch und Sachbeschädigung indirekt verboten. Während in einem Großteil der Länder das Wildcampen offiziell nicht erlaubt wird, wird es in vielen Fällen geduldet. Eine Ausnahme bilden vor allem die skandinavischen Länder, in denen auf Grundlage des Jedermannsrechts das Wildcamping, sofern entsprechende Regeln berücksichtigt werden, offiziell gestattet wird.
Neben den rechtlichen Grundlagen gibt es zusätzlich noch Verhaltensregeln, welche innerhalb der Wildcamper-Community – die das Wildcamping als sehr naturverbunden betrachtet – berücksichtigt werden sollte. Diese Regeln zielen vor allem darauf ab, die Natur nicht zu beschädigen, geschützte Gebiete zu vermeiden und die genutzten Flächen so zu verlassen wie man sie vorgefunden hat.

### Deutschland
In den Bundesländern Brandenburg, Mecklenburg-Vorpommern und Schleswig-Holstein erlauben die Landesnaturschutzgesetze nicht-motorisierten Reisenden (Wanderer, Radwanderer, Kanuwanderer, Reiter und andere), für eine Nacht Zelte auch in freier Landschaft aufzustellen, sofern dem keine besonderen Schutzvorschriften entgegenstehen und das Zelten „privatrechtlich erlaubt“, also vom Grundstückseigentümer gestattet ist. Ausnahmen: In Mecklenburg-Vorpommern sind Nationalparks, nationale Naturmonumente und Naturschutzgebiete generell von der Erlaubnis zum Zelten ausgenommen, in Küstendünen und auf Strandwällen ist es verboten. In Schleswig-Holstein ist das Zelten in Küstendünen, auf Strandwällen und am Meeresstrand untersagt.
In einigen Regionen Deutschlands gibt es Naturlagerplätze („Trekkingplätze“), wo das Zelten in freier Landschaft offiziell gestattet ist. In anderen als den eingangs genannten Bundesländern sind solche Plätze die einzige Möglichkeit, außerhalb von bewirtschafteten Campingplätzen und von Gelände in Privatbesitz legal zu zelten.

### Österreich
Wildes Camping ist in Österreich grundsätzlich untersagt; Camping ist nur auf dafür ausgewiesenen Plätzen gestattet. Die Kompetenz zur Erlassung der gesetzlichen Regeln liegt bei den Bundesländern, weshalb die Regeln auch innerhalb Österreichs variieren können (siehe Wildes Campieren in Österreich).

### Polen
Wildcamping war bis 2021 in Polen grundsätzlich verboten. Es werden jedoch keine Bußgelder verhängt. Beeinflusst durch einen steigenden Bedarf an der Erholung in der Natur während der COVID-19-Pandemie in Polen wurde im Jahr 2020 ein Pilotprojekt mit 46 zum Wildcamping freigegebenen Waldgebieten durchgeführt. Anschließend wurden von den Staatsforstbetrieben insgesamt 425 Waldgebiete mit einer Gesamtfläche von über 600.000 Hektar für das Wildcamping freigegeben. In diesen Gebieten ist Wildcamping seit Mai 2021 erlaubt. Dort darf an maximal zwei aufeinander folgenden Tagen am selben Ort unter einer Plane (zum Beispiel Tarps), in einer Hängematte oder im Zelt übernachtet werden. An einigen dieser Stellen ist explizit auch die Verwendung von Gaskochern erlaubt, Lagerfeuer dürfen an dafür ausgewiesenen Feuerstellen angelegt werden. Gruppen ab zehn Personen müssen wildes Camping vorab bei der zuständigen Forstverwaltung anmelden.

### Schweiz
In der Schweiz ist im Rahmen des Jedermannszutrittsrechts das Übernachten in einem kleinen Zelt oder in einem Biwak grundsätzlich erlaubt. Allgemein gilt, dass Standorte oberhalb der Wald- und Baumgrenze als unbedenklich gelten, in der Nähe von Alp- und Berghütten soll zuvor eine Erlaubnis eingeholt werden. An ökologisch sensiblen Standorten, zum Beispiel in Wäldern, Auen und Feuchtgebieten, sollte auf eine Übernachtung im Zelt verzichtet werden. In Schutzgebieten ist das freie Campieren verboten. Spezielle Wanderkarten weisen solche Gebiete aus. Einige Gemeinden oder Regionen untersagen wildes Campieren.